# Wackers Academie

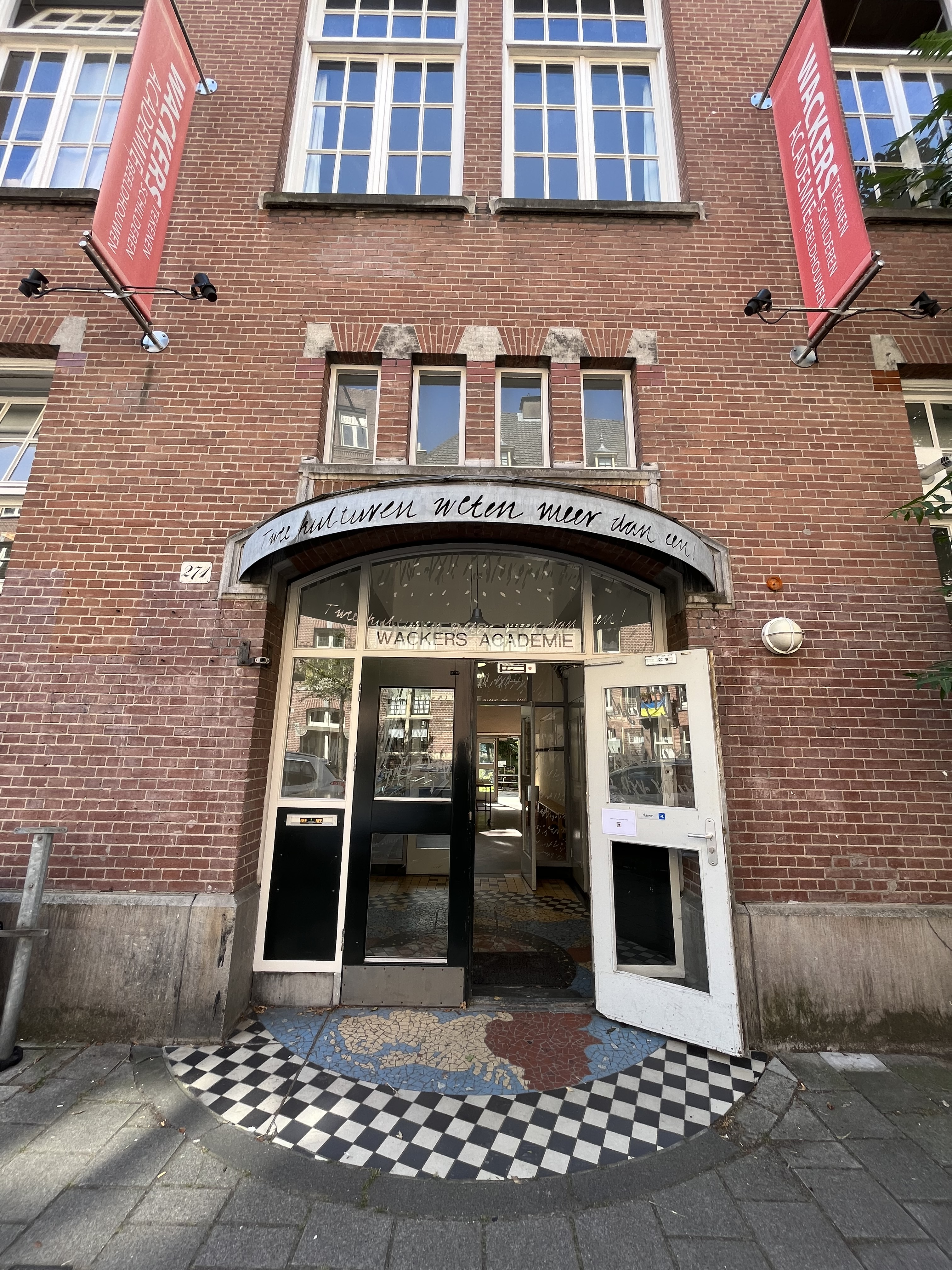
De buitenkant van de Wackers Academie in Amsterdam Oud-West.

De Wackers Academie is een school in Amsterdam die zich richt op figuratieve kunst. 
De academie werd in 1983 opgericht door kunstschilder Ruudt Wackers. Hij richtte de school op omdat hij van mening was dat het leren van de basisprincipes noodzakelijk is om te leren tekenen en schilderen. Ook voor kunstschilders die ervoor kiezen om abstract te schilderen, kan een klassieke basis nuttig zijn.
Sinds 2022 is Karina Mol de directeur. Daarvoor was dat geruim dertig jaar kunstenaar Luk van Driessche. De school is gevestigd in een oud schoolgebouw, in de Eerste Helmerstraat. Daarvoor zat de school op verschillende plekken in Amsterdam, onder meer op het Delflandplein en het Roelof Hartplein.  
Er geven zo'n vijfentwintig docenten les, allemaal zelfstandig kunstenaar. Er vinden regelmatig lezingen, exposities en evenementen plaats. 
Tevens is er een tuin, genaamd de Wackers Tuin, die wordt beheerd door buurtbewoners.

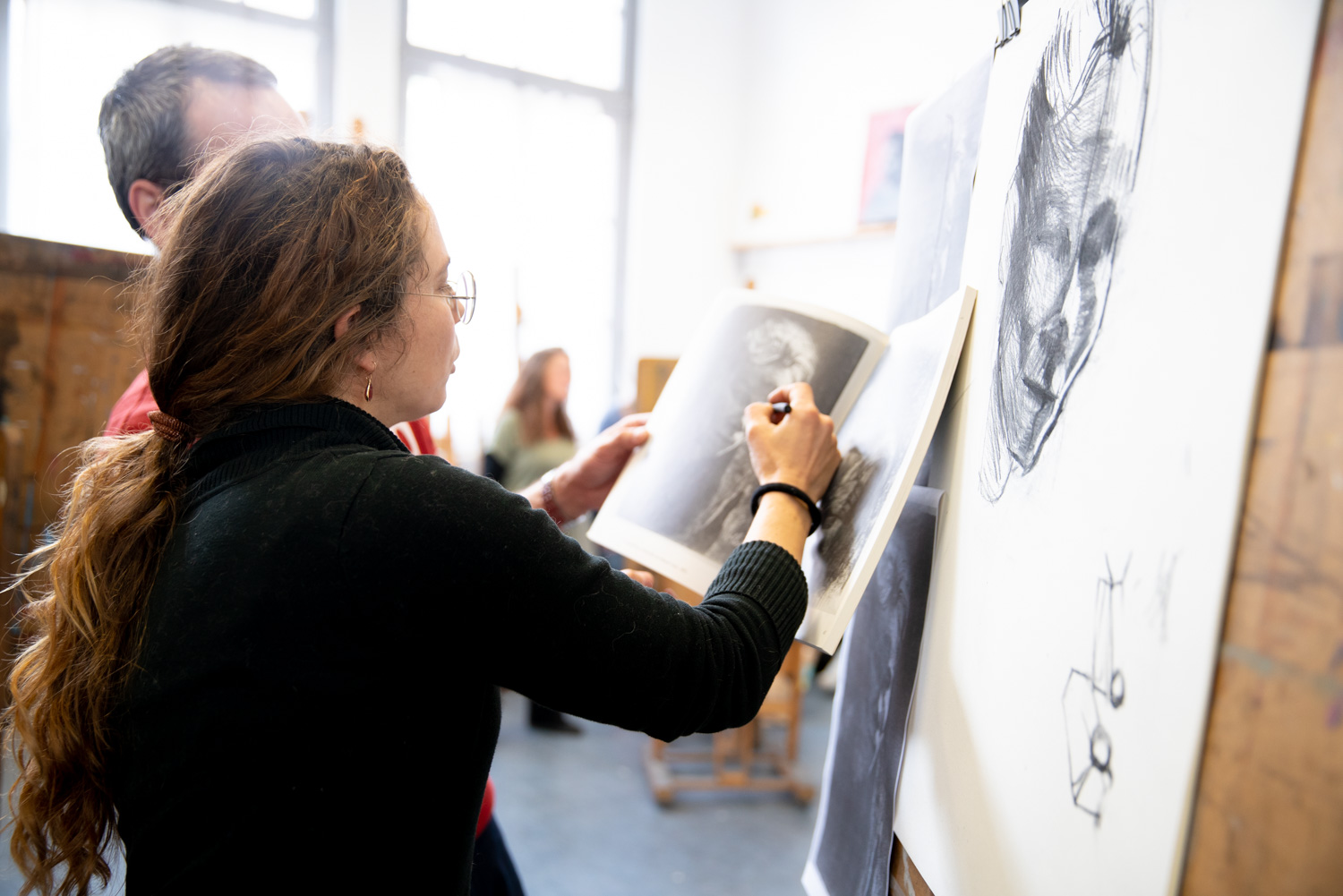
Les in figuratief tekenen in de Wackers Academie. Foto door Riske de Vries.